# أليكس ر. هيرنانديز جونيور
أليكس ر. هيرنانديز جونيور (بالإنجليزية: Alex R. Hernandez Jr.)‏ هو محامي أمريكي، ولد في 1971 في بورت لافاكا في الولايات المتحدة.